# Neues Rathaus (Kleinlangheim)

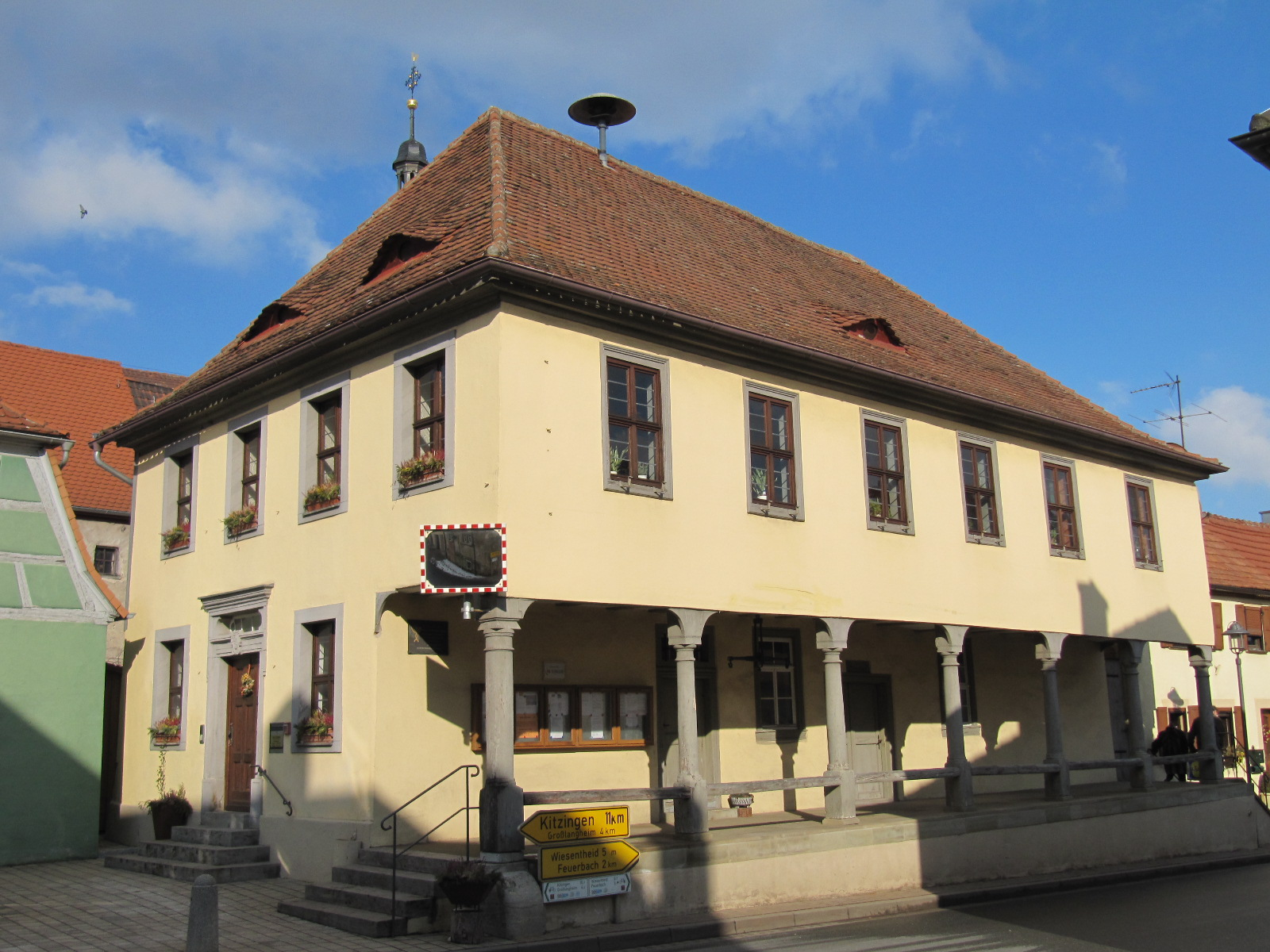
Das Rathaus in Kleinlangheim

Das Neue Rathaus (Adresse Hauptstraße 15, früher Hausnummer 85) des unterfränkischen Kleinlangheim ist repräsentativer Verwaltungssitz und Wahrzeichen der Gemeinde. Das sogenannte Alte Rathaus war Teil der Kleinlangheimer Kirchenburg und dient bis heute als Torhaus zu der Anlage.

## Geschichte
Die Geschichte des Neuen Rathauses in Kleinlangheim ist eng mit der des Ortes verbunden. Kleinlangheim stieg als Ort der Markgrafen von Ansbach ab dem 14. Jahrhundert zu einem großen, wirtschaftlich bedeutenden Dorf auf. Dies schlug sich auch in der Verleihung des Marktrechtes 1427 nieder. Damit war Kleinlangheim wichtiger Absatzmarkt für die Orte der Umgebung und die Bevölkerung errichtete eine Ortsbefestigung und ein eigenes Rathaus.
Das erste Rathaus entstand wohl um 1485 und war als Torhaus Teil der Kirchhofbefestigung, der sogenannten Kirchenburg Kleinlangheim. Im Jahr 1530 nahmen die Einwohner dann die lutherische Konfession an, das wachsende Selbstbewusstsein fand seinen Ausdruck in der Folgezeit auch in der Verlegung des Rathauses vor die Kirchenburg. Noch 1534/1535 war erstmals urkundlich vom Rathaus „im dem Kirchhoff“ die Rede, erst nach den kriegerischen Verwicklungen des Deutschen Bauernkrieges und des Zweiten Markgräflerkrieges vollzog man den Umzug.
In einer Inschrift am Bau taucht die Jahreszahl 1558 auf, die wohl auf die Bauzeit des Neuen Rathauses Hinweis gibt. Das Nebeneinander von zwei Rathäusern führte in der Forschung über die Baulichkeiten immer wieder zu Schwierigkeiten. So setzte man die beiden Bauten oftmals gleich und verlegte den neueren Bau vor der Kirchenburg bereits ins 15. Jahrhundert. Das alte Rathaus wurde im 18. Jahrhundert in einen Getreideboden umgewandelt, später unterrichtete man hier die Schulkinder.
Das Neue Rathaus entstand wohl als Fachwerkbau und erhielt erst im 18. Jahrhundert den heute charakteristischen Laubengang im Erdgeschoss. Im Haus tagte das Schöffengericht, hier waren aber auch Marktstände untergebracht. Später verlegte die Gemeinde auch die öffentliche Viehwaage hierher. Seit der Gründung der Verwaltungsgemeinschaft Großlangheim verlor das Gebäude die Funktion als Ortsmittelpunkt. Das Neue Rathaus wurde vom Bayerischen Landesamt für Denkmalpflege als Baudenkmal eingeordnet.

## Architektur und Innenausstattung
Das Neue Rathaus präsentiert sich als traufständiger Walmdachbau, der zur Hauptdurchfahrtsstraße Kleinlangheims ausgerichtet ist. Er besitzt zwei Geschosse. Charakteristisch ist der Laubengang im Erdgeschoss, der im 18. Jahrhundert entstand und mit sieben Säulen ausgestattet wurde. Das Obergeschoss wurde verputzt, ist aber mit Fachwerk gearbeitet. Das Hauptportal, das in Richtung Westen ausgerichtet ist, wurde mit einem Oberlicht gearbeitet. Es schließt mit einem ausladenden Gesims ab.
Das Innere des Rathauses weist noch die ursprüngliche Zimmeraufteilung auf. Im 21. Jahrhundert renovierte man den großen Sitzungssaal, der von einem alten Ofen beherrscht wird. Er besitzt gusseiserne Platten aus dem Jahr 1717. Im Osten des Saales haben sich in den Gefachen des Fachwerks mehrere Zeichnungen erhalten. Alle dargestellten Figuren tragen die Tracht des 16. Jahrhunderts. Besonders eindrucksvoll ist die Figur eines sogenannten Hochzeitsladers, der die Feste organisierte. Eine Inschrift neben dem Brautpaar lautet: „Ich lieb dich ein wenig/ von Herzen/ oder gar nicht“.